# Hendrik Frensch Verwoerd
Hendrik Frensch Verwoerd (Amesterdão, 8 de Setembro de 1901 - Cidade do Cabo, 6 de Setembro de 1966) foi um político da África do Sul criador e principal implantador do regime de segregação racial conhecido como apartheid, que categorizava os negros e outras etnias do país como uma "sub-classe" de cidadãos. Serviu como Primeiro-Ministro da África do Sul desde 1958 até 1966, quando foi assassinado.
Verwoerd proclamou a fundação da República da África do Sul, em 1961. Antes disso, o território era conhecido como União Sul-Africana. É conhecido pela alcunha de "Arquiteto do Apartheid".
Inúmeras ruas nas vilas e cidades sul-africanas foram chamadas de "Verwoerd". No entanto, depois de 1994 (com o fim do apartheid), muitas mudaram de nome.
Foi eleito, num concurso realizado pela televisão sul-africana, como um dos maiores sul-africanos de sempre.

## Biografia
Aos dois anos de idade emigrou, juntamente com os seus pais, para a África do Sul. Frequentou o ensino secundário em Wynberg. Em 1913, a sua família mudou-se para Bulawayo, na Rodésia do Sul; em 1917, mudaram-se novamente, desta vez para Branfort, no Estado Livre do Orange. Verwoerd fez os seus exames de candidatura à Universidade em fevereiro de 1919. Concluiu os seus estudos na Universidade de Stellenbosch. Completou mestrado em 1922 e doutoramento em 1924. Verwoerd foi psicólogo e depois lançou-se na sociologia. A sua tese de doutoramento era sobre o efeito psicológico que a depressão tinha numa pessoa (em africâner: «Afstomping van Gemoedsaandoeninge»).
Hendrik Verwoerd partiu para Alemanha após a conclusão do seu doutoramento, em 1925, e lá permaneceu até 1926, visitanto diversas universidades como Hamburgo, Berlim e Leipzig. Publicou inúmeros trabalhos que datam dessa época, os quais estão disponíveis na Universidade de Stellenbosch: 
- a) Um método experimental para a produção experimental de emoções(1926);
- b) «n Bydrae tot die metodiek en probleemstelling vir die psigologiese ondersoek van koeranteadvert» (1928)(«Uma contribuição na metodologia psicológica de aconselhamento de jornal»);
- c) A distribuição de «atenção» e os seus testes (1928);
- d) Efeitos da fadiga na distribuição de atenção (1928);
- e) Uma contribuição para a investigação experimental de declarações (1928?);
- f) «Oor die opstel van objektiewe persoonlikheidsbepalingskemas» (1930?)(«Critérios objectivos de determinação dos diferentes tipos de personalidade»);
- g) «Oor die persoonlikheid van die mens en die beskrywing daarvan» (1930?)(«Na personalidade humana e na descrição da mesma»);

Hendrik Verwoerd conheceu Elizabeth Schoombie, sua futura esposa, enquanto eram estudantes na Universidade de Stellenbosch; viriam a casar a 7 de Janeiro de 1927.
Mais tarde, Verwoerd continuou os seus estudos no Reino Unido e nos Estados Unidos. Foi professor e liderou o Departamento de Sociologia na Universidade de Stellenbosch, antes de se tornar editor das publicações «Die Transvaler».

## Governo
No início de 1950, Verwoerd tornou-se Ministro dos Assuntos Nativos, do executivo liderado por Daniel François Malan. Durante esse período, Verwoerd foi responsável por grande parte da criação da política de «Desenvolvimento Separado», mais conhecida como apartheid.
Em 1958, foi eleito na Casa da Assembleia (House of Assembly). Em setembro do mesmo ano, morre o  primeiro ministro da época, Johannes Gerhardus Strijdom, Verwoerd foi escolhido pelo Partido Nacional sul-africano como seu sucessor.
Seus principais atos enquanto Primeiro-Ministro foram:
- «A promoção do Acto Negro de Auto-Governação» (1958): segundo esta lei, os governos territoriais eram separados das instalações das pátrias tribais, designadas terras para as tribos autóctones;

- «Acto de Investimento numa Corporação Bantu» (1959): esta lei criou um mecanismo de transferência de capitais para as terras-natais (bantustões), de modo a criar postos de trabalho nesses territórios;

- «Acto de extensão da Universidade» (1959): esta lei criou universidades para pretos, indianos e mestiços;

- «Acto físico de Planeamento e Utilização de Recursos» (1967): esta lei permitiu que o governo promovesse o desenvolvimento industrial das zonas fronteiriças das pátrias negras.

## República
Durante o governo de Verwoerd, a África do Sul deixou de ser um reino, a União Sul-Africana, dentro da Commonwealth, sendo Isabel II a chefe de Estado. Em 31 de Maio de 1961, a África do Sul passa a ser uma república, República Sul-Africana. A transformação da África do Sul numa república era uma das promessas do Partido Nacional, que havia alcançado o poder em 1948, bem como um sonho da população boer/africâner. A data de proclamação da república coincidiu, propositadamente, com o aniversário da assinatura do Tratado de Vereeniging, o qual pôs fim à Guerra Anglo-Boer, em 1902.

## Assassinato
Em 16 de abril de 1960 Verwoerd foi baleado por David Pratt, aquando da abertura de um espectáculo de Páscoa, no Parque Milner, em Joanesburgo. Pratt foi declarado louco e internado numa instituição psiquiátrica em Bloemfontein. Suicidou-se poucos meses depois.
Seis anos depois, em 6 de setembro de 1966, Verwoerd foi esfaqueado até à morte em uma das câmaras do parlamento por Dimitri Tsafendas, um imigrante moçambicano que atuava como mensageiro temporário do edifício. Inicialmente, Tsafendas alegou que tinha recebido instruções de parasitas que viviam em seu estômago. Foi declarado insano e confinado a instituições psiquiátricas pelo resto de sua vida. Posteriormente, Tsafendas revelou em entrevistas que o assassinato foi motivado pela raiva que sentia pelas políticas do apartheid e de classificações raciais, que afetaram gravemente sua vida. Tsafendas foi o prisioneiro que serviu a sentença mais longa até hoje da África do Sul.
O funeral de Hendrik Frensch Verwoerd teve lugar a 10 de Setembro de 1966, mas as políticas do apartheid só teriam fim três décadas depois.